# Sigrid Backman
Sigrid Sofia Backman, född den 1 december 1880 i Helsingfors, död den 26 maj 1938, var en finlandssvensk författare.

## Biografi
Föräldrar var järnvägstjänstemannen Karl Viktor och Sofia Backman. Familjen härstammade från östra Nyland, men Sigrid Backman växte upp i Helsingfors. Efter studier vid Svenska privata läroverket för flickor, arbetade hon i korta perioder på kontor och blev sedan hemmadotter och författare. “Oavhängig kvinna och människa” betecknade hon sig själv som. 

## Författarskap
Med sitt icke-modernistiska berättande, hamnade Backman under sin livstid i hög grad i Edith Södergrans skugga och nonchalerades av en snillrik och självmedveten litterär generation, som tog avstånd från traditionella former och populärt berättande. Ändå var Backman i högre grad än många av sina kolleger under första halvan av 1900-talet en formellt medveten idéförfattare. Men hennes idylliserande anslag och hennes moraliska övertygelse var ett helt annat än det då förhärskande och hon vände sig till en annan läsekrets. 
Idag framstår Backman som en författare, som inte fogade sig efter sin tids gängse uppfattningar. Hon beskrev arbetare och bönder, både som kollektiv och som individer. Hon ådrog sig ett starkt missnöje från etablissemanget, när hon tog ställning mot de segrande vitas övergrepp 1918, fast hon inte verkar ha fått mycket stöd för detta ställningstagande från den besegrade röda sidan. I två av sina böcker skriver Backman om inbördeskrigets förödande inverkan på människorna: Ålandsjungfrun (1919) handlar om byn Pigbacka, där man sympatiserar med den röda sidan. Sömmerskan Klara tar inte politisk ställning, men när hennes älskade David skjuts ner, dränker hon sig i tyst protest. De djupa klyftor som inbördeskriget skapade, skildras också i Familjen Brinks öden (1922), där Ragna skriver ett avskedsbrev till sin vite fästman, efter att hennes tre bröder alla stupat på den röda sidan. Boken utspelar sig, till skillnad från Backmans tidigare böcker, i Helsingfors arbetarkvarter. Samma miljö skildras också i Bostadsbolaget Sjuan i Lergränden (1926). Backman var en av tämligen få finlandssvenska författare, som beskriver Helsingfors arbetarmiljöer. 
Backman tog ställning för natur och småskalighet mot maskinkulturens alienerande inflytande. Hennes näst sista roman, De fåvitska trollen (1932), är en kritik av det mekaniserade och massproducerande samhället. Trollen och häxorna, som står för en alternativ livsstil med sina ideal om frihet, fantasi och empati, blir alltmer trängda. Backmans idéer knyter an till samtida strömningar inom kvinnorörelsen, som senare kom att stå nära den pacifistiska och ekologiska feminismen. Hon förespråkade stillhet, förnöjsamhet och pacifism i en tid av civilisationsoptimism, individuell förhävelse och nationalistisk hets. Och hon skrev underhållande och personligt.

### Nyutgåvor
- Ålandsjungfrun : Bostadsbolaget Sjuan i Lergränden. Finlandssvenskt bibliotek, 0428-4569 ; 22. Helsingfors: Schildt. 1961. Libris 674448
- Familjen Brinks öden : De fåvitska trollen. Finländskt bibliotek, 99-0119607-8. Helsingfors: Schildt. 1974. Libris 7844422. ISBN 951-50-0062-9